# Католицизм в Тонге
Католицизм в Тонге или Католическая церковь в Тонге является частью всемирной Католической церкви. Численность католиков в Тонге составляет около 14 тысяч человек (13,2 % от общей численности населения).

## История
Первые попытки католических миссионеров попасть на остров Тонгапату относятся к 1837 году. 5 октября 1837 года католический миссионер Жан Батист Помпальер (будущий первый епископ Новой Зеландии) пытался высадиться на берег острова, однако не был допущен местными жителями и отправился на остров Увеа, где основал первую миссионерскую католическую миссию. Впервые миссионеры из монашеской конгрегации Общества Святейшего Сердца Иисуса и Марии высадились на остров Тонгатапу 2 июля 1842 года. В этот день была совершена первая месса под деревом на острове Тонгапату монахами священниками Шевроном и Жаном Батистом Помпальером.
В связи с тем, что острова современной Тонги находятся на большом расстоянии, Святой Престол передал западные острова современного государства под духовное попечение Общества Святейшего Сердца Иисуса и Марии и в 1836 году основал Апостольский викариат Западной Океании. Первым епископом этой церковной структуры был назначен в 1842 году французский монах Пьер Батайлон (Pierre Bataillon).
Первым королём, принявшим католицизм, стал основатель государства Джордж Тупоу I. Его обращение значительно повлияло на распространение католицизма в Тонге. В дальнейшем все представители королевской династии Туи-тонга были католиками.
В 1842 году был создан Апостольский викариат Центральной Океании, который включал территорию современных Тонги, Фиджи, Самоа и Новой Каледонии. В 1937 году Апостольский викариат Центральной Океании был разделён на несколько новых церковных административных структур и был образован новый Апостольский викариат островов Тонги, который в свою очередь в 1957 году был преобразован в Апостольский викариат Тонги и Ниуэ. В 1966 году Апостольский виPкариат Тонги и Ниуэ был возведён в епархию Тонги с кафедрой в столице государства со статусом непосредственного подчинения Святому Престолу.
Ординарий епархии Тонги входит в Конференцию католических епископов Тихого океана. 28 августа 1994 года между Святым Престолом и Тонгой были установлены дипломатические отношения. Центр Апостольской администратуры Тихого океана находится в Веллингтоне, Новая Зеландия. В 2015 году римский папа Франциск назначил епископа Тонги Соане Патита Паини Мафи первым кардиналом из Тонги.